# Cantón de Narbona-Este
El cantón de Narbona-Este era una división administrativa francesa, que estaba situada en el departamento de Aude y la región de Languedoc-Rosellón.

## Composición
El cantón estaba formado por una fracción de la comuna que le daba su nombre:
- Narbona (fracción)

## Supresión del cantón de Narbona-Este
En aplicación del Decreto n.º 2014-204 de 21 de febrero de 2014, el cantón de Narbona-Este fue suprimido el 22 de marzo de 2015 y la fracción de la comuna que le daba su nombre, se unió con las demás para que, por medio de una reestructuración cantonal, fueran creados los nuevos cantones de Narbona-1, Narbona-2 y Narbona-3.